# From Me to You
«From Me to You» (с англ. — «От меня тебе») — песня, написанная авторским дуэтом Леннон — Маккартни и выпущенная группой «Битлз» в виде сингла в 1963 году. Сингл занял первую позицию в британских чартах, однако не произвёл какого-либо фурора в Соединённых Штатах (тем не менее, кавер-версия песни в исполнении Дела Шеннона, вышедшая чуть позже, стала первой песней группы, вошедшей в американские чарты). Песня стала одной из последних песен «Битлз», авторство которой обозначено как «McCartney-Lennon», уже вскоре авторство всех их общих песен стало обозначаться привычным теперь «Lennon-McCartney».

## История песни
Леннон и Маккартни сочинили эту песню 28 февраля 1963 года, находясь в автобусе, следующем в Шрусбери (это была часть концертного тура «Битлз» вместе с певицей Элен Шапиро). Название композиции было навеяно названием рубрики писем в журнале New Musical Express, который они тогда читали, — «From You to Us». Маккартни отмечал, что их ранние песни нередко включали в себя слова «я», «меня» или «ты» как способ сделать их «очень прямыми и личными». Оба автора, как Леннон, так и Маккартни, внесли примерно одинаковый вклад в написание песни. Сам Маккартни отозвался о ней как об «очень совместно написанной».
В итоге песня вышла довольно свежей и броской для «Битлз», поэтому её решили выпустить в виде сингла.

## Музыка и текст
«From Me to You» состоит из пяти куплетов (К) и двух средних восьмитактовых секций (бриджей, В). Структуру песни можно представить следующим образом: вступление, К-К-В, К-К-В, К, кода.
Первая часть четвёртого куплета звучит лишь в музыкальном изложении. Вторая половина каждого куплета представляет собой мини-припев, тогда как текст обоих бриджей одинаков. Припевы звучат в тональности до-мажор, тогда как бриджи — в фа-мажоре. В конце бриджей звучит довольно необычное увеличенное трезвучие пятой ступени, которое возвращает музыку в основную тональность куплетов.
Многочисленные инструментальные соло исполняются Ленноном на губной гармонике, точно так же, как и в песне «Love Me Do».
Идея начать песню напеванием «да-да-да-да-да-дам-дам-да» принадлежит продюсеру «Битлз» Джорджу Мартину. Участникам группы это показалось несколько странным, однако они положились на авторитет Мартина. «Кстати, это дало группе понять, насколько велико музыкальное чутьё Джорджа», — сказал впоследствии продюсер EMI Рон Ричардз.
И Леннон, и Маккартни были чрезвычайно довольны средней восьмитактовой секцией. По словам Маккартни:
Средняя секция была для нас чрезвычайно важной отправной точкой. Ну, сначала вы в до-мажоре, потом идёте в ля-минор, вполне обычно; опять до-мажор, потом меняете его на соль-мажор. А потом фа-мажор, вновь весьма обычно. Но потом начинается: «I got arms…» — и это уже соль-минор. Переход в соль-минор переносит тебя в совершенно новый мир. Это было захватывающе.Цит. по 
В тексте песни идёт речь о выражении любви исполнителя к объекту своей привязанности. Несмотря на то, что текст песни написан от первого лица, основного исполнителя в версии «Битлз» у песни нет.

## Запись и выпуск песни в Великобритании
Запись песни состоялась 5 марта 1963 на студии «Эбби Роуд». Ритм-трек был записан за семь попыток, впоследствии были дозаписаны партия губной гармоники, гитарное соло и гармонии вступления.
Сингл был выпущен 11 апреля с композицией «Thank You Girl» на стороне «Б» (записанной в один день с «From Me to You»); номер сингла по каталогам — R5015. Уже через девять дней сингл вошёл в британские чарты, проведя там 21 неделю и достигнув первой строчки 4 мая (эту позицию он удерживал семь недель).
В записи участвовали:
- Джон Леннон — вокал, ритм-гитара, губная гармоника
- Пол Маккартни — вокал, бас-гитара
- Джордж Харрисон — подголоски, соло-гитара
- Ринго Старр — ударные

«From Me to You» стала первой песней «Битлз», ставшей «номером один» в Великобритании (песня «Please Please Me» тоже занимала первую позицию в отдельных чартах, однако в наиболее авторитетном в то время чарте Record Retailer она стала лишь второй). Она же открыла череду из 11 синглов «Битлз», занимавших высшие позиции в хит-парадах.
Показателем того, насколько успешными стали «Битлз» благодаря этой песне (хотя после «She Loves You» и «I Want to Hold Your Hand» они стали ещё более популярными), может служить отзыв Маккартни: «Впервые я подумал, что мы действительно круты, когда лёжа как-то утром в постели я услышал, как молочник насвистывает „From Me to You“. Да что там, я уверен, что как-то слышал, как даже птица её насвистывала. Клянусь, я слышал!».

## Первый выпуск песни в США
После выпуска сингла «Please Please Me» лейбл Vee-Jay Records подписал с группой лицензионное соглашение, дававшее лейблу право преимущественного выбора записей «Битлз» до того, как они будут предложены другим лейблам, сроком на пять лет. Несмотря на неудачу «Please Please Me» в США, Vee-Jay решил издать также и «From Me to You»; в результате этот сингл никогда не издавался лейблом Capitol, просто потому, что никогда ему не предлагался. Американское издание «From Me to You» вышло 27 мая 1963 года, тоже с песней «Thank You Girl» на стороне «Б». Даже несмотря на то, что журнал Cashbox назвал сингл «Выбором недели», он поначалу продавался ещё хуже, чем его предшественник; к концу июня было продано меньше 4 тысяч копий, в результате чего сингл не вошёл ни в какие чарты.
Когда Дел Шеннон выпустил кавер-версию песни на лейбле Bigtop Records в июне, Vee-Jay попытался стимулировать интерес к оригиналу, разместив рекламу в различных журналах и разослав дополнительные промокопии со штампом «The Original Hit». Тем не менее, наибольшую рекламу версии «Битлз» сделал известный диджей Дик Бьонди, запустивший песню на радиостанции WLS в Чикаго. После увольнения с этой станции в мае Бьонди перешёл на станцию KRLA 1110 в Лос-Анджелесе, где ему удалось убедить работодателя включить «From Me to You» в число проигрываемых песен, в результате чего песня 14 июля вошла в локальный чарт Tune-Dex, где провела в общей сложности шесть недель, достигнув 32-й позиции 11 августа. Благодаря этой ротации и последующим продажам в Лос-Анджелесе, «From Me to You» вошла в раздел «Bubbling Under» чарта Billboard Hot 100 на три недели, достигнув 116-й позиции 10 августа, что было первым случаем, когда песня «Битлз» появилась в национальном чарте США. В итоге первое американское издание «From Me to You» разошлось в количестве примерно 22.000 копий, что примерно в три раза больше, чем количество проданных экземпляров «Please Please Me». Даже при этом, сингл считается довольно редкой записью и пользуется большим спросом среди коллекционеров и ценителей «Битлз».

## Второй американский выпуск
Вскоре после того, как «Битлз» появились в популярном телевизионном шоу Джека Паара, выходившего в прайм-тайм, Vee-Jay решил подготовить ещё один сингл, опубликовав вместе «From Me to You» и «Please Please Me». Сингл был выпущен 30 января 1964 года и 7 марта вошёл в Billboard Hot 100, достигнув 41-й позиции; было продано в общей сложности около 1,1 миллиона копий этого сингла.

## Выпуск на альбомах
Впервые песня была опубликована на полноценном альбоме в Канаде (альбом Twist and Shout, 1964 год). В 1966 году она вошла в великобританский альбом A Collection of Beatles Oldies. В 1973 году она вошла в двойной альбом 1962-1966. Первый выпуск песни на компакт-диске состоялся в 1988 году, когда она была включена в подборку Past Masters. Позднее она вошла также в CD-издания 1962-1966 и 1.

## Кавер-версия Дела Шеннона
18 апреля 1963 года «Битлз» принимали участие в концерте Swinging Sound '63 в Альберт-холле (Лондон), где они исполнили песни «From Me to You» и «Twist and Shout». В концерте участвовал также американский исполнитель Дел Шеннон. После концерта он сказал Леннону, что собирается записать кавер-версию на «From Me to You», чтобы познакомить американскую публику с группой. Сначала Леннон был польщён, но довольно быстро поменял своё мнение, осознав, что версия Шеннона может ухудшить шансы «Битлз» на обретение популярности в США.
В начале июня американский лейбл Bigtop Records выпустил версию Шеннона, которой удалось войти в чарт Billboard Hot 100 29 июня, став, тем самым, первой песней Леннона-Маккартни, вошедшей в американские чарты. В общей сложности песня провела в чарте четыре недели и достигла 77-й позиции. Особого успеха песня достигла в Чикаго, достигнув 15-й строчки в локальном чарте Silver Dollar Survey.
По словам Шеннона, «В то время никто тут и не слышал о „Битлз“, но я знал, что они были замечательными авторами, вот я и подхватил одну из их песен».

## Другие кавер-версии
- Мэй Уэст записала кавер-версию песни для своего рождественского альбома Wild Christmas (1967).
- Кавер-версия песни вошла в альбом Бобби Макферрина Spontaneous Inventions (1985).
- Несколько различных кавер-версий песни использовались в предрождественских телевизионных рекламах торговой сети Macy’s в конце 2005 года.